# Grünmoos
Grünmoos, auch Unterleiten, ist ein Weiler der Fraktion Oberrotte in der Gemeinde St. Jakob in Defereggen im Defereggental (Osttirol).

## Geographie
Der Weiler liegt am schattenseitigen Talboden des Defereggentals an den südseitigen Ufern der Schwarzach. Benachbarte Ortslagen sind Unterleiten im Nordwesten, der Einzelhof Gorlis und der Weiler Jesach im Norden sowie Unterstein im Nordosten. Am Südufer der Schwarzach liegt lediglich das östlich gelegene Gebäude der Lichtgenossenschaft St. Jakob in der Nachbarschaft.
Grünmoss ist von der Defereggentalstraße über zwei Brücken erreichbar umfasst acht Adressen. Neben den traditionellen Hofstellen Bodler (Oberrotte 9 mit dem Hotel Garni und dem ehemaligen Badehaus) sowie Pfischger (Oberrotte 10, heute Ferienwohnungen Bundschuh) sind dies die Gebäude Oberrotte 63 (Bavaria Alm), 73 (Ferienhaus Grünmoos), 85 (Plattlers Traudl), 99 (Haus Frandl) sowie 91 und 101 (Ferienwohnungen Gasser).

## Geschichte
Im Bereich von Grünmoos gab es im Mittelalter keine Schwaigen (Urhöfe). Nächstgelegene Schwaigen waren Leiten und Unterjesach. Den Kern der Besiedelung von Grünmoos bilden wohl die Hofstellen Bodler und Pfischger. 1836 entdeckte der damalige Kurat Ignaz Villplaner eine heilkräftige Quelle bei Grünmoos. In der Folge wurde 1840 eine Badeanstalt errichtet und diese auch touristisch genutzt. Grünmoos wurde in der Folge immer mehr vom Tourismus geprägt.
Grünmoos wird von der Statistik Austria 1923 mit vier Wohngebäuden und 31 Einwohnern ausgewiesen. Im Jahr 1951 wurde Grünmoss als Rotte mit 53 Personen in sieben Häusern genannt, 1961 27 Menschen in sieben bzw. sechs bewohnten Gebäuden. 1981 lebten im Weiler Grünmoos 16 Menschen, wobei sechs Hausnummern und vier bewohnte Gebäude bestanden. Seit 1991 wird die Bevölkerung von Grünmoos nicht mehr gesondert ausgewiesen.

## Bauwerke
Das Tiroler Kunstkataster weist für Grünmoos zwei Einträge auf. Das ehemalige Badehaus Grünmoos wurde 1840 errichtet. Es handelt sich über ein zweigeschoßiges Haus in Mischbauweise über lang gestrecktem, rechteckigem Grundriss mit schindelgedecktem Satteldach. An der Nordwestecke befindet sich ein hoher gemauerter Kamin, darunter wurde das Badewasser durch Feuerung in unverputztem Bruchsteinmauerwerk durchgeführt. Der übrige Teil des Gebäudes wurde in Ständerkonstruktion mit senkrechter Bretterschalung gezimmert. Neben der Badeanstalt liegt das Wirtschaftsgebäude der Hofstelle Bodler, bestehend aus ebenerdigem Stall in Ständerbohlenbauweise mit darüber liegender Heulege. Der Stall wird heute als Garage und Lagerraum genutzt, das Obergeschoß als Machkammer (Werkstatt). Das Gebäude stammt vermutlich aus dem 19. Jahrhundert mit Umbauten um 1950.